# بيت وحيش (كحلان عفار)

تعديل مصدري - تعديل

بيت وحيش هي إحدى قرى عزلة بنى موهب بمديرية كحلان عفار التابعة لمحافظة حجة، بلغ تعداد سكانها 321 نسمة حسب تعداد اليمن لعام 2004.